# Peter Bathke
Peter Bathke (* 26. April 1935 in Wollin; † 15. Mai 2025) war ein deutscher Innenarchitekt und Maler.

## Leben und Werk
Die Familie Bathkes kam auf der Flucht vor der Roten Armee 1945 nach Selmsdorf. Von 1952 bis 1953 absolvierte Bathke eine Malerlehre. Danach studierte er bis 1956 an der Fachschule für angewandte Kunst Heiligendamm. Er schloss das Studium mit dem Meistertitel ab und wurde nach Hoyerswerda „delegiert“. Dort war er bis 1959 im Aufbaustab des Chefarchitekten Richard Paulick maßgeblich am Neuaufbau der Stadt als „sozialistische Großstadt“ beteiligt. Daneben absolvierte er bei Friedrich Engemann und Walter Funkat ein externes Studium der Architektur am Institut für künstlerische Werkgestaltung Burg Giebichenstein in Halle (Saale).
Ab 1959 arbeitete Bathke in Hoyerswerda als freischaffender Innenarchitekt. Er übernahm eine bedeutende Anzahl öffentlicher Aufträge. Z. B. entwarf er die gesamte Innenausstattung von Interhotels in Leipzig, Gera und Potsdam und von Gästehäusern des Ministerrats der DDR und Wandgestaltungen u. a. von Passagierschiffen für den Export. Von 1958 bis 1984 war er als Gründungsmitglied Vorsitzender der mit Unterstützung Walter Funkats gebildeten Künstlerischen Produktionsgenossenschaft Neue Form (KPG) in Seidewinkel. Diesen Entwurfs- und Ausführungswerkstätten für angewandte Kunst gehörten zeitweise bis zu 50 Kunsthandwerker, Bildhauer, Innenarchitekten und ähnliche Kunstschaffende an, die in großer inhaltlicher Breite Auftragsarbeiten insbesondere für den öffentlichen Raum und für repräsentative Objekte machten. Nach der deutschen Wiedervereinigung stellte das Nachfolge-Unternehmen der Produktionsgenossenschaft die Tätigkeit ein. Auch für Bathke entfielen nahezu alle Aufträge. Er widmete sich nun vor allem der Malerei.
2011 zog er aus Seidewinkel nach Bad Bellingen. Dort wurde ihm 2015 in der Galerie im Kurhaus eine Ausstellung ausgerichtet.